# اختبار توماس
اختبار توماس (بالإنجليزية: Thomas test)‏ أو اختبار هيو أوين توماس لرفع الساق جيدًا (بالإنجليزية: Hugh Owen Thomas well leg raising test)‏ هو اختبار الفحص البدني، سُمي على اسم الدكتور هيو أوين توماس (1834-1891) جراح العظام البريطاني، وتستخدم لاستبعاد انثناء الورك ومتلازمة العضلة القطنية، وغالبًا ما يرتبط مع العدائين والراقصين ولاعبي الجمباز الذين يشكون من تصلب الورك أو الفخذ ويشعرون بالقضم عند ثني الخصر.

## الوصف
يكون المريض في وضع مستلقي على طاولة الفحص ويحمل الركبة غير المعنية إلى صدره، مع السماح للأطراف المعنية أن تستلقي مسطحة، بحيث يمسك بالركبة إلى الصدر فيسطح التقوص القطني ويجعل الحوض مستقر.

## التفسير
إذا قُصِّرت العضلة الحرقفية أو إذا كان هناك انكماش موجود فالطرف السفلي على الجانب المعني لن يكون قادرًا على الامتداد تمامًا عند الورك، وهذا يعتبر اختبار توماس الإيجابي، في بعض الأحيان مع المريض المرن جداً يكون اختبار توماس طبيعياً على الرغم من وجود خلل في وظيفة العضلة القطنية، ومع ذلك فإن الاختبار الإيجابي لأصحاب مفصل الفخذ الطبيعي يعد مؤشرًا جيدًا لفرط التوترية للعضلة القطنية.
علامات أخرى من اختبار توماس:
- ينقبض الجانب العكسي/المقابل للورك دون تمديد أو ارتخاء الركبة- شد العضلة القطنية الحرقفية.
- يبتعد الورك عن خط منتصف الجسم خلال الاختبار -شد العضلة الموترة للفافة العريضة.
- تمتد الركبة - شد المستقيمة الفخذية.
- الدوران الجانبي (نحو الخارج) لعظمة الساق -شد العضلات الفخذية ذات الرأسين.

تكون تقلصات وانثناء الورك فسيولوجية في الأشهر الثلاث الأولى  من الحياة، وإذا غابت في هذه الفترة قد تكون علامة على خلل في نمو الورك، وهذا يُستخدم لتحديد تشوه الانحناء الثابت من جانب واحد في الورك.
يتكون الاختبار من 3 خطوات:
- الخطوة 1: يستلقي المريض علي طاولة الفحص، يمر الطبيب براحة اليد تحت العمود الفقري للمريض لتحديد ترقق العمود الفقري القطني.
- الخطوة 2: يُثنى الورك «غير المصاب» حتى يلامس الفخذ البطن لإزالة التقوص القطني،  ويجب أن يكون الحوض في الوضع المحايد (لا يميل للأمام أو الخلف).
- الخطوة 3: يقوم الطبيب بعد ذلك بشكل سلبي بتمديد الورك المصاب، وعندما يبدأ الحوض في الميل للأمام أوقف المدى السلبى للحركة، وأمسك الفخذ المصاب في هذا الوضع وقِس الزاوية بين الفخذ المصاب والطاولة للكشف عن تشوه الانثناء الثابت في الورك.